# The Final Chapter
The Final Chapter är det svenska death metal-bandet Hypocrisys femte studioalbum, utgivet 1997.

## Låtlista
1. "Inseminated Adoption" − 4:32
2. "A Coming Race" − 5:06
3. "Dominion" − 3:32
4. "Inquire Within" − 5:45
5. "Last Vanguard" − 3:23
6. "Request Denied" − 4:51
7. "Through the Window of Time" − 3:29
8. "Shamateur" − 5:16
9. "Adjusting the Sun" − 4:42
10. "Lies" − 4:36
11. "Evil Invaders" (Razor-cover) − 3:50
12. "The Final Chapter" − 5:22
13. "Fuck U" − 3:46 (bonusspår på japanska utgåvan)